# Бодушин
Бодушин (пол. Boduszyn) — село в Польщі, у гміні Нємце Люблінського повіту Люблінського воєводства.
Населення — 179 осіб (2011).
У 1975-1998 роках село належало до Люблінського воєводства.

## Демографія
Демографічна структура станом на 31 березня 2011 року:
|          | Загалом | Допрацездатний вік | Працездатний вік | Постпрацездатний вік |
| -------- | ------- | ------------------ | ---------------- | -------------------- |
| Чоловіки | 82      | 26                 | 51               | 5                    |
| Жінки    | 97      | 28                 | 57               | 12                   |
| Разом    | 179     | 54                 | 108              | 17                   |